# NGC 2345
NGC 2345 est un jeune amas ouvert,, situé dans la constellation du Grand Chien. Il a été découvert par l'astronome britannique John Herschel en 1836.
NGC 2345 est à environ 2 251 pc (∼7 340 al) du système solaire et les dernières estimations donnent un âge de 71 millions d'années. La taille apparente de l'amas est de 12,0 minutes d'arc, ce qui, compte tenu de la distance, donne une taille réelle maximale d'environ 26 années-lumière.
Selon la classification des amas ouverts de Robert Trumpler, cet amas renferme entre 50 et 100 étoiles (lettre m) dont la concentration est forte (I) et dont les magnitudes se répartissent sur un grand intervalle (le chiffre 3).